# Deutsch-Britische Gesellschaft

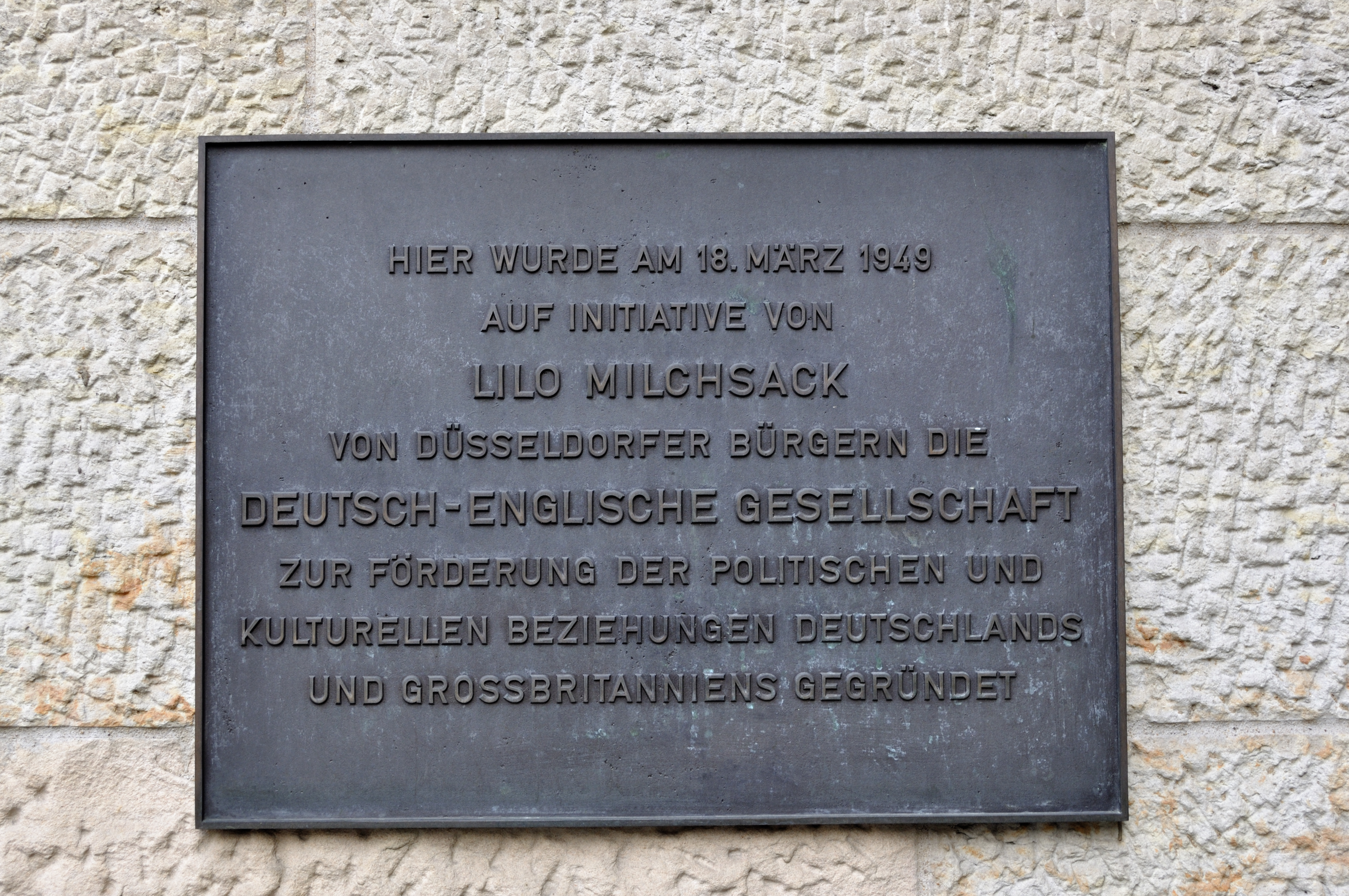
Bronzeplakette zur Erinnerung an die Gründung der heutigen Deutsch-Britischen Gesellschaft am Carsch-Haus in der Altstadt von Düsseldorf, wo das von der britischen Militärregierung eingerichtete Kulturzentrum „Die Brücke“ angesiedelt war

Die Deutsch-Britische Gesellschaft (von 1949 bis 1951 Gesellschaft für kulturellen Austausch mit England, bis 2001 Deutsch-Englische Gesellschaft) ist ein eingetragener Verein natürlicher und juristischer Personen, dessen Ziel es ist, durch seine überparteiliche, nicht-staatliche und politisch unabhängige Arbeit die deutsch-britischen Beziehungen in allen Fragen des öffentlichen und kulturellen Lebens zu fördern, etwa durch Vortragsveranstaltungen, englischsprachige Theaterveranstaltungen, Ausstellungen, Exkursionen und gemeinsame Abendessen. Zum Verein gehört ein über das Bundesgebiet ausgebreitetes Netzwerk örtlicher und regionaler Mitgliedsvereine der Deutsch-Britischen Gesellschaft, die ihre Arbeit und ihre Veranstaltungsprogramme individuell gestalten. Seit 2021 gehört auch die Hannoversch-Britische Gesellschaft dazu, die die besonderen historischen Beziehungen des ehemaligen Kurfürstentums und späteren Königreichs Hannover auf dem Gebiet des heutigen Niedersachsens pflegt.

## Geschichte
Die Gesellschaft geht zurück auf einen Verein, der am 18. März 1949 in Düsseldorf gegründet und unter dem Namen Gesellschaft für kulturellen Austausch mit England e. V. am 29. April 1949 in das Vereinsregister des Amtsgerichts Düsseldorf eingetragen wurde und im März 1951 in Deutsch-Englische Gesellschaft umbenannt wurde. Die Initiative hierzu hatten Lilo Milchsack (1905–1992, CMG, CBE, DCMG) und weitere Bürger ergriffen, unter ihnen Anne Franken, Emil Lehnartz und Georg Muche. Der Verein sollte dazu dienen, neue Beziehungen zum ehemaligen Kriegsgegner Großbritannien aufzubauen. Er stützte sich insbesondere auf eine Förderung durch Sir Robert Birley, von Frühjahr 1947 bis August 1949 Educational Adviser des Alliierten Kontrollrats in der britischen Besatzungszone. Bereits 1950 konnten so die ersten „Deutsch-Englischen Gespräche“ in Milchsacks Privathaus in Wittlaer bei Düsseldorf veranstaltet werden. Diese Gespräche wurden später in Königswinter alljährlich fortgesetzt, so dass sich für sie die Bezeichnung Königswinter-Konferenz durchsetzte.

## Gegenwart
Vorsitzender des Vorstandes der Gesellschaft ist heute Hans-Henning Horstmann, Botschafter a. D. Ehrenpräsidenten wurden Kurt Biedenkopf, Katharina Focke, Karl-Günther von Hase, Jürgen Ruhfus, Walter Scheel, Helmut Schmidt und Richard von Weizsäcker.
Die Deutsch-Britische Gesellschaft – zunächst mit Hauptgeschäftsstelle in Düsseldorf, dann in Bonn und heutzutage am Pariser Platz 6 in Berlin – hat sich durch Konferenzen – die hochkarätige Entscheidungsträger aus Großbritannien und Deutschland in Foren zusammenbrachte – den Ruf erworben, die wichtigste Nichtregierungsorganisation der deutsch-britischen Beziehungen zu sein; vor allem durch das Institut der alljährlichen Königswinter Conference (Königswinter-Konferenz). Weitere Konferenzen sind die Jung Königswinter Conference und die Economic Königswinter.

## DDR
In der Deutschen Demokratischen Republik wurde am 18. Juni 1963 die Deutsch-Britische Gesellschaft in der DDR (DEBRIG) gegründet, nach offizieller Verlautbarung „dem Wunsch zahlreicher Bürger der Deutschen Demokratischen Republik wie auch Großbritanniens entsprechend“, tatsächlich aber als ein Instrument der staatlichen Auslandspropaganda und des realsozialistischen Konzepts der „Völkerfreundschaft“.